# Epermenia strictellus
Epermenia strictellus — вид лускокрилих комах родини зонтичних молей (Epermeniidae).

## Поширення
Вид поширений в Європі (від Піренейського півострова до Польщі, Румунії та Балканського півострова), у Північній Африці, в Азії від Туреччини через Середню Азію до Японії.

## Опис
Розмах крил 11-17 мм. Передні крила охристо-кремові, розсіяні чорно-сірими лусочками. Задні крила сірувато-червоні.

## Спосіб життя
Личинки харчуються видами Pimpinella saxifraga, Ferula communis, Laserpitium, а також квітками і незрілими плодами Seseli arenarium. Зимує вид у дорослому віці.